# Grossmanita
La grossmanita és un mineral silicat del subgrup dels clinopiroxens. Va ser anomenada per Lawrence Grossman del qual en deriva el nom.
El mineral va ésser trobat al meteorit Allende, localitzat al Pueblito de Allende, Chihuahua, Mèxic; aquest punt és per tant la seva localitat tipus.